# Amra Bergman

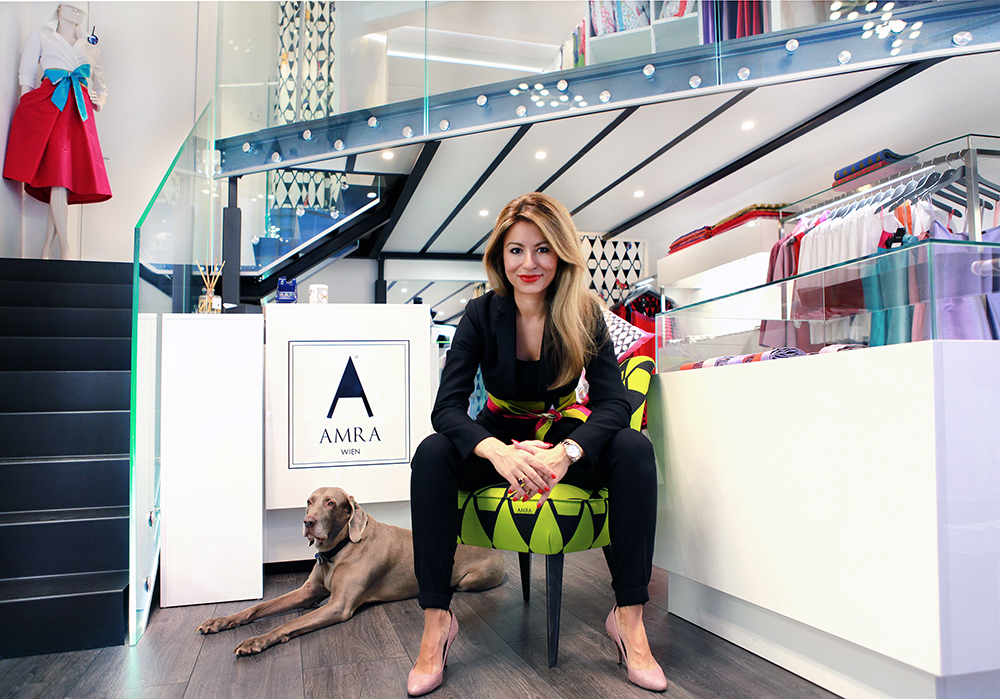
Amra Bergman, 2016

Amra Bergman (geboren 18. Dezember 1977 in Sarajevo, Bosnien und Herzegowina als Amra Rašikadić), zeitweise Amra Bergman-Buchbinder, seit 2022 Amra Deisenhammer, ist eine österreichische Bühnenbildnerin, Concept Artistin und Geschäftsführerin eines Kosmetikunternehmens.

## Leben und Werk
Bergman verließ 1992 kurz nach Kriegsausbruch mit ihrer Mutter Sarajevo, kam nach Altötting, wo sie am Privatgymnasium der Englischen Fräulein zur Schule ging. 1993 bestand sie die Aufnahmeprüfung für Klavier am Mozarteum in Salzburg, wo sie bis 1998 studierte. Nach dem Abitur im Sommer 1998 arbeitete sie als Statistin bei den Salzburger Festspielen. Danach absolvierte sie ihr Bühnenbild-Studium in der Klasse Erich Wonder an der Akademie der bildenden Künste Wien. Wonder engagierte sie 1999 als Assistentin und 2001 als Co-Bühnenbildnerin, als die sie Bühnenbilder unter anderem für die Oper Zürich, für die Württembergische Staatsoper in Stuttgart und die Salzburger Festspiele baute. 2005 schloss sie ihr Studium mit Auszeichnung ab.
Seit 2023 ist Amra Deisenhammer Geschäftsführerin eines Kosmetikunternehmens.
Seit 2022 ist Amra Deisenhammer mit Rainer Deisenhammer verheiratet. Sie lebt und arbeitet in Wien.

## Bühne
Parallel zu ihrem Studium arbeitete sie ab 2002 selbständig als Ausstatterin am Landestheater Salzburg und am Schauspielhaus Bochum. Sie wurde von Herbert Föttinger und Heribert Sasse ans Wiener Theater in der Josefstadt für Theaterproduktionen engagiert und arbeitete auch für das Max Reinhardt Seminar in Wien, bei den Seefestspielen Mörbisch, in der Wiener Staatsoper, Oper im Steinbruch St. Margarethen und Life Ball 2017/18 in Wien.
2010 gestaltete sie das Bühnenbild für das Musical Cabaret an den Wiener Kammerspielen. Die Wiener Zeitung lobte die „bizarr-intime[.] Kelleroptik. Die mit den übertechnisierten Musicalhallen leicht konkurrieren kann.“ Diese Produktion wurde 2013 auch in der Reithalle München gezeigt, als Produktion des Staatstheaters am Gärtnerplatz, und erlangte dort ebenfalls Zustimmung von Publikum und Presse.
Hohe emotionale Zustimmung erhielt Bergmans Engel für die Tosca-Inszenierung Robert Dornhelms bei den Opernfestspielen St. Margarethen 2015. Die 25 Meter hohe Figur hatte ein Federkleid, welches sich öffnen und den Blick auf die Bühne freigeben konnte. Bergman beschrieb die Figur wie folgt:

„Er ist also ein Engel, Architektur, Skulptur, ein Bote des Todes, er weist in den Himmel und greift zu etwas, er symbolisiert mit seinen großen Flügeln auch die Freiheit, das setzt sich auch in den Kostümen fort. Er sieht zudem aus, als ob er seit Ewigkeiten im Steinbruch ruht, als ob er dazu gehört. Da ich wollte, dass das Bühnenbild sich in die Landschaft einfügt, ist es bearbeitet, als wäre es verrostet und seit Ewigkeiten im Steinbruch.“

## Mode
Aufgrund der hohen Nachfrage nach ihren Kostümen begann Bergmann im Jahr 2003 mit ersten Maßanfertigungen für Privatkunden und wurde noch im selben Jahr als erste österreichische Finalistin zum Diesel-Modewettbewerb in Triest eingeladen. Im Jahr 2005 gründete sie ihr eigenes Label Amra ot Couture, heute Amra Wien. Unter anderem fertigte sie exklusive Kleidung für Künstler wie Andris Nelsons.
2015 eröffnete sie ein Geschäft, in dem sie Casual- und Couture-Kollektionen verkauft sowie ihre Bühnenproduktionen vorbereitet.

## Bühnenproduktionen (Auswahl)
Schauspiel:
- 2002: Nachtmusik von Rolf Hochhuth – Deutschsprachige Erstaufführung am Landestheater Salzburg
- 2002: Klingt meine Linde von Astrid Lindgren – K2 Kampnagel Hamburg, 2005 auch am Theater an der Sihl Zürich
- 2003: Die Optimisten von Moritz Rinke – Uraufführung am Schauspielhaus Bochum, nur Kostüme
- 2008: Die Judith von Shimoda von Bertolt Brecht – Uraufführung im Theater in der Josefstadt
- 2015: Schon wieder Sonntag von Bob Larbey – Kammerspiele Wien

Musical und Operette:
- 2011: Singin’ in the Rain von Betty Comden – Kammerspiele Wien, nur Bühne
- 2012: Die Fledermaus von Johann Strauss – Seefestspiele Mörbisch

Oper:
- 2014: Das schlaue Füchslein von Leoš Janáček – Wiener Staatsoper
- 2015: Tosca von Giacomo Puccini – Opernfestspiele St. Margarethen